# Боэм, Дэвид
Дэвид Боэм (англ. David Boehm; 1 февраля 1893, Бруклин, Нью-Йорк — 31 июля 1962, Санта-Моника, Калифорния) — американский писатель, драматург и сценарист.

## Биография
Начал свою карьеру в киноиндустрии в Голливуде в 1933 году. Стал известен благодаря написанному в 1943 г. рассказу «Парень по имени Джо», действие которого происходит во время Второй мировой войны, послужившему сюжетом одноименного фильма (1944), который номинировался в 1945 г. на премию Оскар за лучший литературный первоисточник.
В 1989 г. режиссёр Стивен Спилберг снял римейк фильма под названием «Всегда».

## Избранные произведения
- 1933 — Бывшая возлюбленная / Ex-Lady (пьеса)
- 1933 — Большой Шлем
- 1933 — Вход для персонала / Employees' Entrance (пьеса)
- 1933 — Жизнь Джимми Долана / The Life of Jimmy Dolan (пьеса)
- 1933 — Золотоискатели 1933 года / Gold Diggers of 1933 (сценарий)
- 1934 — Search for Beauty (рассказ)
- 1934 — Легко любить / Easy to Love (адаптация)
- 1934 — The Personality Kid (адаптация)
- 1935 — Ворон / The Raven (сценарий)
- 1935 — Большое радиовещание в 1936 году / The Big Broadcast of 1936 (сценарий)
- 1936 — Florida Special (сценарий)
- 1937 — Дневник доктора /A Doctor’s Diary
- 1937 — Midnight Madonna (рассказ)
- 1938 — Peck’s Bad Boy with the Circus
- 1942 — Powder Town
- 1943 — Парень по имени Джо / A Guy Named Joe (рассказ)
- 1944 — Праздник в Нью-Йорке / Knickerbocker Holiday
- 1949—1954 — Театр у камина / Fireside Theatre (сериал)
- 1952 — The Unexpected (телесериал)
- 1953—1962 — Театр «Дженерал Электрик» / General Electric Theater (сериал)
- 1954—1974 — Лесси / Lassie (телесериал)
- 1954 — Schlitz Playhouse of Stars (телесериал)
- 1955—1959 — Дорожный патруль / Highway Patrol (сериал)
- 1955—1960 — Миллионер / The Millionaire (сериал)
- 1957 — The Adventures of Jim Bowie (телесериал)
- 1957 — Hawkeye and the Last of the Mohicans (телесериал)
- 1959 — Cimarron City (телесериал)
- 1989 — Всегда / Always (сценарий, рассказ)